# Episodi di Lou Grant (quinta stagione)
La quinta stagione della serie televisiva Lou Grant è stata trasmessa in anteprima negli Stati Uniti d'America dalla CBS tra il 2 novembre 1981 e il 13 settembre 1982.
| nº | Titolo originale | Titolo italiano | Prima TV USA      | Prima TV Italia |
| -- | ---------------- | --------------- | ----------------- | --------------- |
| 1  | Wedding          |                 | 2 novembre 1981   |                 |
| 2  | Execution        |                 | 9 novembre 1981   |                 |
| 3  | Reckless         |                 | 16 novembre 1981  |                 |
| 4  | Hometown         |                 | 23 novembre 1981  |                 |
| 5  | Risk             |                 | 30 novembre 1981  |                 |
| 6  | Double-Cross     |                 | 7 dicembre 1981   |                 |
| 7  | Drifters         |                 | 14 dicembre 1981  |                 |
| 8  | Friends          |                 | 28 dicembre 1981  |                 |
| 9  | Jazz             |                 | 4 gennaio 1982    |                 |
| 10 | Ghosts           |                 | 11 gennaio 1982   |                 |
| 11 | Cameras          |                 | 25 gennaio 1982   |                 |
| 12 | Review           |                 | 8 febbraio 1982   |                 |
| 13 | Immigrants       |                 | 15 febbraio 1982  |                 |
| 14 | Hunger           |                 | 1º marzo 1982     |                 |
| 15 | Recovery         |                 | 8 marzo 1982      |                 |
| 16 | Obituary         |                 | 22 marzo 1982     |                 |
| 17 | Blacklist        |                 | 5 aprile 1982     |                 |
| 18 | Law              |                 | 12 aprile 1982    |                 |
| 19 | Fireworks        |                 | 19 aprile 1982    |                 |
| 20 | Unthinkable      |                 | 3 maggio 1982     |                 |
| 21 | Suspect          |                 | 17 maggio 1982    |                 |
| 22 | Beachhead        |                 | 24 maggio 1982    |                 |
| 23 | Victims          |                 | 30 agosto 1982    |                 |
| 24 | Charlie          |                 | 13 settembre 1982 |                 |